# Santiago Fisas Mulleras
Santiago Fisas Mulleras (Barcelona 1923-2009) fou un empresari i dirigent esportiu d'entitats relacionades amb el golf.
Va ser el primer president del CG de Pals, fundat el 1966, i el 1967 va entrar a la Junta Directiva de la Federació Espanyola que presidia Joan Antoni Andreu i es va convertir en el capità de l'equip espanyol júnior que es va proclamar per primera vegada campió d'Europa a Suècia. Aquell mateix any, també va ser el president de la primera edició del Gran Premi de Catalunya per equips, conegut amb el nom de l'Hexagonal. Va ser elegit president de la Federació Catalana de Golf el mes de novembre de 1974, i el març de 1985 va dimitir i va acceptar el càrrec de vicepresident de la Federació Espanyola sota la presidència de Luis Figueras-Dotti. Durant la seva etapa al front del golf català el 1982 va protagonitzar el procés de conversió de les federacions catalanes en entitats jurídiques pròpies. A finals dels vuitanta es va convertir en un dels socis fundadors de l l'Empordà Golf Ressort.